# Demócratas de Suecia
Los Demócratas de Suecia (en sueco, Sverigedemokraterna; SD) es un partido político sueco populista de derechas, fundado en 1988. El partido se describe a sí mismo como conservador social con una fundación de tinte nacionalista. El partido ha sido descrito como nacionalconservador, antiinmigración (y, más específicamente, antiislam), euroescéptico y de extrema derecha. Jimmie Åkesson ha sido líder del partido desde 2005.
El partido tiene sus raíces en el fascismo sueco, y fue principalmente un movimiento nacionalista blanco durante los primeros años de la década de 1990, cuando comenzó a distanciarse de estos elementos. El logotipo de la SD desde la década de 1990 hasta 2006 fue una versión de la antorcha utilizada por el Frente Nacional del Reino Unido. Hoy, el partido rechaza oficialmente tanto el fascismo como el nazismo. Desde 2014, el SD ha aumentado sustancialmente su apoyo entre los votantes nacidos en el extranjero y de origen extranjero, convirtiéndose en el tercer partido más grande en Suecia también entre este grupo demográfico en 2017 (SCB). Los Demócratas de Suecia cruzaron el umbral del 4 % necesario para la representación parlamentaria por primera vez en las elecciones generales de 2010, con una votación del 5.7 % y obtuvieron 20 escaños en el Riksdag. Este aumento en popularidad ha sido comparado por los medios internacionales con otros movimientos antiinmigración similares en Europa. El partido recibió un mayor apoyo en las elecciones generales suecas de 2014, cuando obtuvo un 12.9 % y obtuvo 49 escaños en el parlamento, convirtiéndose en el tercer partido más grande en Suecia. Los Demócratas de Suecia han permanecido aislados en el Riksdag porque los otros partidos mantienen firmemente una política de rechazar la cooperación con ellos. En las elecciones generales de Suecia de 2018 obtuvieron el tercer lugar con el 17,6% de los votos. Los Demócratas de Suecia son miembros del Grupo de los Conservadores y Reformistas Europeos en el Parlamento Europeo.
Los Demócratas de Suecia estuvieron excluidos anteriormente en el Riksdag hasta finales de la década de 2010, y otros partidos mantuvieron una política de rechazar la cooperación con ellos. Sin embargo en 2019, la líder de los Demócratas Cristianos, Ebba Busch, anunció que su partido estaba listo para comenzar negociaciones con los Demócratas de Suecia en el Riksdag, al igual que el líder del Partido Moderado, Ulf Kristersson. En las elecciones generales suecas de 2022, el partido se presentó como parte de una amplia alianza de derecha con esos dos partidos y los Liberales, y quedó en segundo lugar con el 20,5% de los votos. Después de las elecciones y el denominado Acuerdo de Tidö, se negoció que SD acordó apoyar un gobierno liderado por el Partido Moderado junto con los Demócratas Cristianos y los Liberales. Es la primera vez que SD tiene influencia directa sobre el gobierno.

## Historia

### Fundación

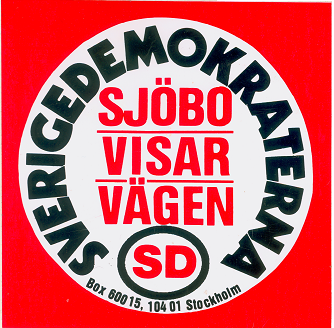
Pegatina de los inicios del partido: “ Sjöbo muestra el camino” (Sjöbo es un municipio cuyo alcalde centrista había organizado, en 1988, un referéndum contra la acogida de refugiados).

El partido Demócratas de Suecia se fundó en 1988 como sucesor directo del Partido de Suecia, que a su vez se había formado en 1986 por la fusión de la organización racista y ultraderechista Bevara Sverige Svenskt y una facción del ya disuelto Partido Sueco del Progreso. SD reclama el 6 de febrero de 1988 como la fecha de su fundación, aunque los observadores tienden a ver la fundación del partido como parte de una compleja serie de eventos de una década, y algunos incluso cuestionan si se llevó a cabo una reunión el 6 de febrero.
Según Expo, en general se acepta que los Demócratas Suecos nunca han sido un partido nazi, aunque algunos de los primeros miembros del DS habían estado previamente conectados con grupos fascistas suecos y nacionalistas blancos. El primer auditor del partido, Gustaf Ekström, era un veterano de las Waffen-SS y había sido miembro del partido nacionalsocialista Svensk Socialistisk Samling en la década de  1940. En 1989, Ekström fue miembro de la junta nacional de los Demócratas de Suecia. El primer presidente de DS, Anders Klarström, había estado brevemente activo en el movimiento neonazi. Nordiska rikspartiet ("Partido del Reino Nórdico"). El logotipo de SD desde la década de 1990 hasta 2006 era una versión de la antorcha. utilizado por el Frente Nacional Británico. El académico Duncan McDonnell ha argumentado que se debate si el propio SD fue alguna vez explícitamente un movimiento neonazi, pero era ampliamente conocido por alinearse públicamente con la política marginal extrema y enfrentó críticas a fines de la década de 1980 y principios de la de 1990 por atraer cabezas rapadas a sus eventos públicos. El DS también encontró controversia por algunas de sus primeras ideas políticas antes de 1990, que incluían una propuesta para repatriar a la mayoría de los inmigrantes que llegaron a Suecia desde 1970, prohibiendo la adopción de niños nacidos en el extranjero y restableciendo la pena de muerte.
El partido promovió conciertos de la rama sueca de Rock Against Communism y patrocinó la música de la banda de rock nacionalista vikinga Ultima Thule. Varios funcionarios del partido reconocen hoy que ser fanáticos de la música de Ultima Thule fue un factor destacado en su decisión de comprometerse políticamente. Al principio, el partido recomendó conexiones internacionales a sus miembros, como el Partido Nacionaldemócrata de Alemania, la Asociación Nacional Estadounidense para el Avance de la Gente Blanca (fundada por David Duke) y publicaciones como Nazi Nation Europa y Nouvelle École. un periódico que defiende la biología racial y el movimiento neonazi británico Combat 18.

### Moderación y crecimiento (1995–2010)

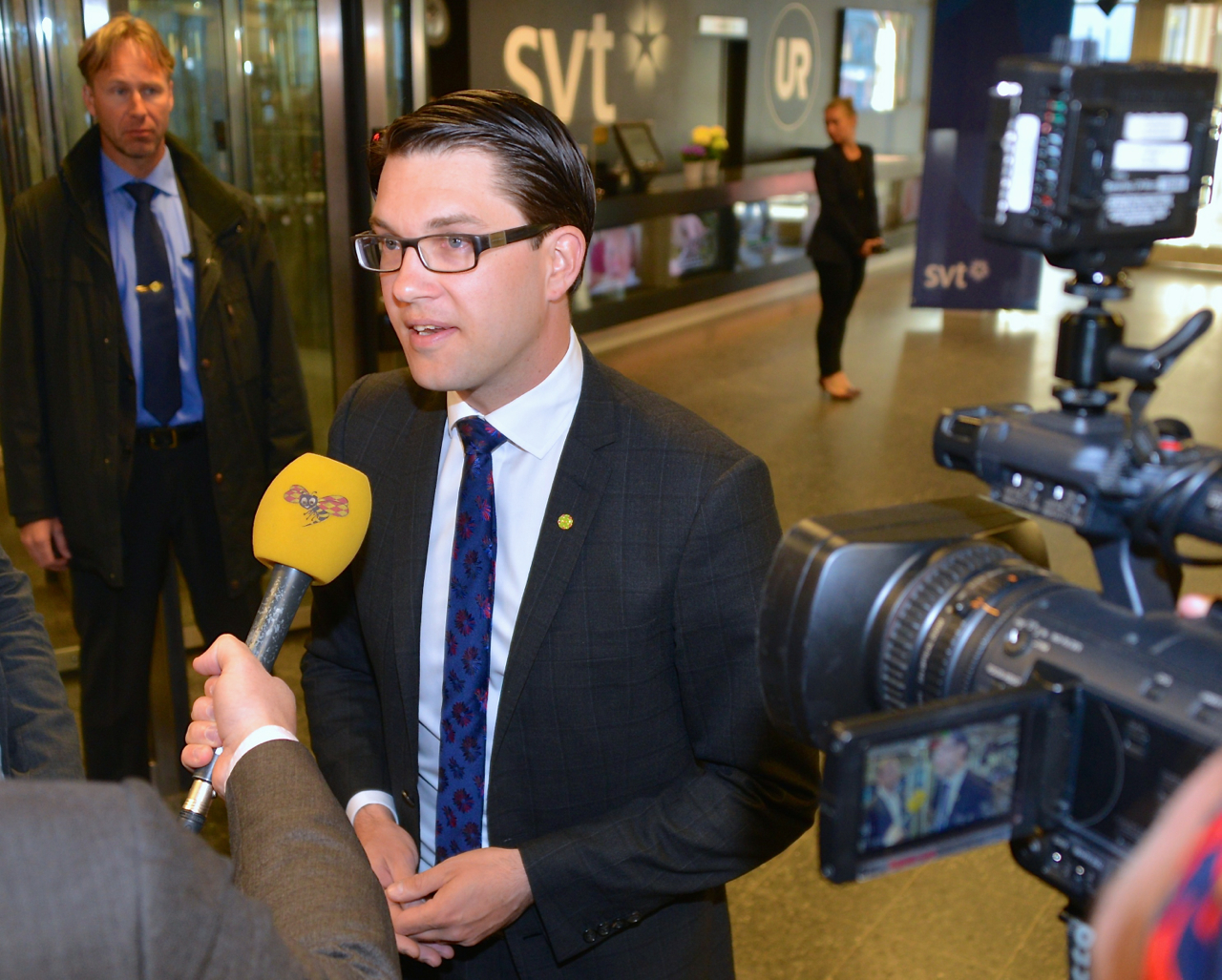
Jimmie Åkesson, entrevistado antes de un debate del líder del partido SVT en 2014

En 1995, Klarström fue reemplazado como presidente del partido por Mikael Jansson, exmiembro del Partido del Centro. Jansson se esforzó por hacer que el partido fuera más respetable y, después de que los cabezas rapadas comenzaron a imponerse en las reuniones del partido, en 1996 se prohibió formalmente el uso de cualquier tipo de uniforme político. También en 1996 se reveló que un miembro del partido, Tina Hallgren , había estado en una reunión del partido del Frente Nacionalsocialista posando con un uniforme nazi. La oposición al partido mezcló por error estos dos eventos y afirmó falsamente que ella llevaba el uniforme en un mitin de los Demócratas de Suecia y que fue por eso que se produjo la prohibición del uniforme. A principios de la década de 1990, el partido estuvo más influenciado por el Frente Nacional Francés, así como por el Partido de la Libertad de Austria, el Partido Popular Danés, los Republicanos alemanes y la Alianza Nacional Italiana. DS recibió apoyo económico para las elecciones de 1998 del Frente Nacional Francés, y se convirtió en activo en el EuroNat de Le Pen al mismo tiempo. A finales de la década, el partido tomó medidas adicionales para moderarse suavizando sus políticas sobre inmigración y pena capital. En 1999, el SD abandonó Euronat, aunque el ala juvenil permaneció afiliada hasta 2002. En 2001, la facción más extrema fue expulsada del partido, lo que llevó a la formación de los Nacional demócratas, más radicales.
Durante la década de 2000, la llamada "pandilla Scania", también conocida como la "pandilla de los cuatro" o "los cuatro fantásticos", que estaba formada por el presidente del ala juvenil Jimmie Åkesson, así como por Björn Söder , Mattias Karlsson y Richard Jomshof , continuó y amplió la política de moderación, que incluía expulsar a miembros abiertamente extremistas, prohibir a los activistas de extrema derecha extranjeros y suecos asistir a eventos del partido y obtener membresía, y revisar aún más la plataforma política del SD. Antes de las elecciones de 2002, el exdiputado del Partido Moderado Sten Christer Andersson desertó a SD, citando que el partido se había deshecho de sus elementos de extrema derecha. En 2003, el partido declaró la Declaración Universal de los Derechos Humanos como piedra angular de sus políticas. En 2005, Akesson derrotó a Jansson en un concurso de liderazgo. Poco después, el partido cambió su logotipo de la antorcha encendida a uno con una Hepatica nobilis, que recuerda al primer logotipo del partido, pero de corta duración (un estilizado Myosotis scorpioides). El partido también presentó formalmente una carta contra el racismo y el extremismo en 2010.

### Aumento del apoyo nacional (2014-2018)

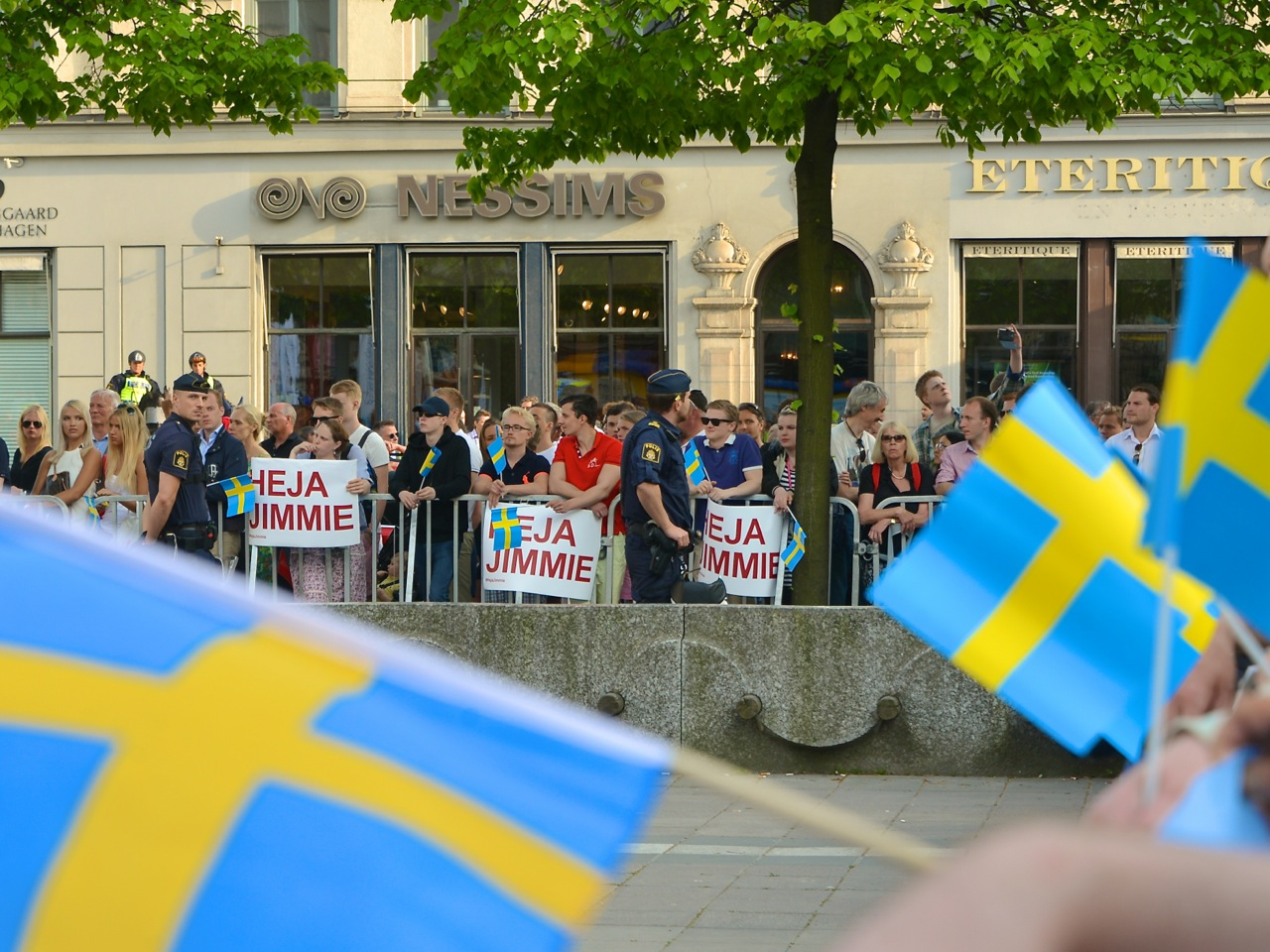
Partidarios de Demócratas de Suecia en Estocolmo durante las elecciones europeas de 2014

En las elecciones europeas de 2014 SD recibió el 9,67% de los votos, ganando dos escaños en el Parlamento Europeo y convirtiéndose en el quinto partido del país. Posteriormente, el partido se unió a la Alianza para la Democracia Directa en Europa y al grupo Europa de la Libertad y la Democracia Directa.
En las elecciones de 2014, los Demócratas de Suecia recibieron el 12,9%  de los votos, duplicando su apoyo y convirtiéndose en el tercer partido más grande. La fiesta aumento en grande en Escania y Blekinge; por ejemplo, en Malmö el partido recibió el 14% de los votos, en Landskrona recibió el 19% de los votos y en Sjöbo un total del 30%, lo que lo convierte en el partido más grande de ese municipio. Otros partidos, sin embargo, se mantuvieron firmes en su decisión de aislarlos de ejercer influencia. De los 29 distritos electorales que eligieron parlamentarios, el partido fue el segundo más grande en "Scania North & East", mientras que fue el tercer partido más grande en 25. Aunque se basa en gran medida en las zonas rurales y el sur profundo, el partido también hizo grandes avances y obtuvo resultados superiores al 15 % en algunas ciudades medianas del centro de Suecia, como Norrköping , Eskilstuna y Gävle, lo que indica una ampliación de su base de votantes en todas las áreas.
Algún tiempo después de eso, Åkesson anunció que se iría de baja por enfermedad debido al agotamiento. Mattias Karlsson fue designado para asumir temporalmente las funciones de Åkesson como líder del partido.
El lunes 23 de marzo de 2015, se anunció que Åkesson regresaría de su licencia para reanudar sus funciones como líder del partido luego de una entrevista que se transmitirá en la entrega del viernes 27 de marzo del programa Skavlan en SVT, y una prensa posterior. conferencia con los medios suecos.
En medio de la cobertura de los medios sobre las altas cifras de inmigración y la crisis migratoria europea, los Demócratas de Suecia se dispararon en todas las encuestas de opinión durante el verano de 2015, incluso superando las encuestas en línea de YouGov y Sentio a fines del verano, con un poco más de una cuarta parte de los encuestados. El partido también vio un apoyo creciente en las encuestas telefónicas, aunque la oscilación fue menor.

### Ingreso a la política dominante (2018-2022)
El 2 de julio de 2018, los dos eurodiputados demócratas de Suecia abandonaron el grupo EFDD y se trasladaron al grupo de los Conservadores y Reformistas Europeos.
En las elecciones generales de 2018 , el SD aumentó su apoyo al 17,5 % de los votos, aunque no creció tanto como predijeron la mayoría de las encuestas. Según Emily Schultheis de Foreign Policy, el SD obtuvo una victoria ideológica, ya que "estableció efectivamente los términos para el debate" y obligó a sus rivales a adoptar políticas de inmigración similares a las suyas, y otros reporteros hicieron observaciones similares. El SD se desempeñó particularmente bien en la provincia de Escania , con el mayor número de votantes en 21 de los 33 municipios del condado. Un análisis de SVT de los resultados encontró que al menos 22 escaños en 17 ayuntamientos estarían vacíos ya que los Demócratas de Suecia ganaron más escaños que la cantidad de candidatos que tenían. El partido también recibió a su primer alcalde, en el municipio de Hörby.
Tras las elecciones, la líder demócrata cristiana Ebba Busch anunció que su partido estaba dispuesto a entablar negociaciones con los Demócratas de Suecia en el Riksdag. En diciembre de 2019, el líder del Partido Moderado, Ulf Kristersson, sostuvo una reunión oficial con los líderes demócratas de Suecia por primera vez, a pesar de haber descartado previamente negociar con el partido. Esto llevó a la especulación de que el SD podría incluirse en una nueva agrupación de centro-derecha para reemplazar a la Alianza que se había derrumbado después de que el Partido del Centro y el Partido Liberal se fueran para apoyar al gobierno liderado por los socialdemócratas.
En octubre de 2018, los Demócratas de Suecia entraron en coaliciones de gobierno con el Partido Moderado y los Demócratas Cristianos por primera vez en el municipio de Staffanstorp, el municipio de Sölvesborg, el municipio de Herrljunga y el municipio de Bromölla. En Bromölla, la coalición se sintió separada en 2020, mientras que surgieron nuevas coaliciones con el SD en el municipio de Svalöv (2019), el municipio de Bjuv (2020) y el municipio de Surahammar (2021).
En 2020, Mattias Karlsson , exlíder del grupo Demócratas de Suecia en el Riksdag, fundó Oikos, un grupo de expertos conservador que, según se afirma, es una "extensión del proyecto político de los Demócratas de Suecia", que supuestamente también recibe financiación del partido.

### Elecciones generales de 2022 (desde 2022)
Antes de las elecciones generales de Suecia de 2022, el SD intentó formar una agrupación conservadora con los moderados, los demócratas cristianos y los liberales y solicitó puestos ministeriales en el gobierno si el bloque de derecha formaba una mayoría parlamentaria. Durante las elecciones, el SD hizo campaña para reducir la migración de asilo casi a cero, políticas más estrictas sobre permisos de trabajo, facturas de energía más bajas y una postura más dura sobre la violencia de pandillas con sentencias de prisión más largas. Los resultados preliminares indicaron que los Demócratas de Suecia habían obtenido su mejor resultado hasta la fecha y habían superado a los Moderados para convertirse en el segundo partido más grande con el 20,6 % de los votos. El resultado fue confirmado después de las elecciones.
En octubre de 2022, a SD se le asignó la presidencia de cuatro comités parlamentarios por primera vez en el Riksdag con el secretario del partido Richard Jomshof designado para encabezar el Comité de Justicia, Aron Emilsson el Comité de Asuntos Exteriores, Tobias Andersson el Comité de Industria y Comercio y Magnus Persson el Comité de Mercado Laboral.
El partido también formó un acuerdo con el líder del Partido Moderado, Ulf Kristersson para proporcionar por primera vez en su historia apoyo parlamentario a un gobierno liderado por el Partido Moderado como parte del Acuerdo de Tidö.

## Ideología y posiciones
El programa actual del partido Demócratas de Suecia se basa en el "nacionalismo democrático" y el conservadurismo social. El partido también ha declarado que su enfoque principal son las áreas de inmigración, ley y orden y personas mayores. El partido también concede especial importancia a su política económica y familiar. DS critica el multiculturalismo en Suecia y enfatiza la preservación del patrimonio nacional. También se opone a lo que considera un cambio constante de poder de Estocolmo a la Unión Europea y hace campaña para proteger la identidad nacional sueca y la autonomía financiera frente a la UE. 
El académico de estudios nórdicos Benjamin R.Teitelbaum calificó a DS de nacionalista radical y en 2018 dijo que desde entonces el partido ha evolucionado hacia el "lado más blando" de los partidos populistas europeos. El sociólogo Jens Rydgren y otros han descrito al partido como xenófobo, racista y populista de derecha. En 2013, un periodista de Sveriges Radio llamó al partido xenófobo, lo que resultó en una denuncia presentada ante el regulador de radiodifusión. La Comisión Sueca de Radiodifusión determinó que esta descripción era aceptable para usar. La comentarista sobre extremismo y seguridad nacional Kateřina Lišaníková observó que DS tenía orígenes étnicos supremacistas y de línea dura a través de sus fundadores y la red de apoyo inicial, y señala que el liderazgo de DS reconoce abiertamente su historia, mientras argumenta que la versión actual de DS no coincide con la descripción de un partido radical de extrema derecha, y es erróneamente etiquetado como tal por los medios que se enfocan en las creencias tempranas del partido en lugar de las actuales, pero ahora se parece a un partido nacionalconservador con elementos populistas que no contradicen los principios democráticos.
Oscar Sjöstedt, el portavoz financiero de DS, coloca al partido en el centro del espectro político de izquierda a derecha, mientras que el líder Jimmie Åkesson ha declarado que son paralelos al Partido Moderado. El partido rechaza formalmente el nazismo, y en los últimos años se ha distanciado cada vez más de otros partidos ultranacionalistas o de extrema derecha europeos. A pesar de esto, un informe de 2022 de los investigadores suecos Acta Publica encontró 289 nazis en los partidos políticos suecos, 214 de ellos en DS.

### Inmigración
Los Demócratas de Suecia critican la sociedad multicultural y, en cambio, enfatizan la preservación del patrimonio nacional. Quieren ver un fortalecimiento de la cultura sueca y exigen que los inmigrantes sean asimilados en lugar de integrados. Quieren aumentar la enseñanza de la historia sueca en las escuelas, abolir la enseñanza de la lengua materna y que el patrimonio cultural sueco se haga más visible en la esfera pública que hoy. El partido quiere desechar todo apoyo a las asociaciones de inmigrantes y actividades similares.
Los Demócratas Suecos quieren introducir la prohibición de ciertas indumentarias religiosos (velo musulmán que cubra completamente) en todos los lugares públicos y la prohibición del velo musulmán en las escuelas suecas (en el caso de estudiantes menores de edad en la escuela), así como en contra de la matanza halal y kosher. También quieren que los días festivos relacionados con los días festivos religiosos solo incluyan días festivos tradicionales suecos y cristianos en el futuro. Los principales representantes de los partidos también se han pronunciado en varios contextos contra las mezquitas en suelo sueco y prohibición de llamadas a la oración.
El partido quiere reducir la inmigración, especialmente de lo que llama países "culturalmente distantes". Los permisos de trabajo temporales para inmigrantes laborales deben poder asignarse a trabajadores con habilidades que son imposibles de encontrar en Suecia.
El partido también quiere que se reduzca al mínimo el número de solicitantes de asilo a los que se conceden permisos de residencia. El partido quiere que se eleven los requisitos para la ciudadanía (que se exijan diez años de residencia en el país), que sea imposible la doble ciudadanía y que se introduzcan pruebas de ciudadanía. Los ciudadanos que obtuvieron la ciudadanía por motivos falsos deberían poder perderla y ser deportados. Anteriormente, el partido estaba en contra de las adopciones no europeas, pero cambió su posición sobre el tema en 2002.
El partido quiere limitar la inmigración familiar a la concesión de permisos de residencia únicamente a cónyuges e hijos. Quieren introducir un requisito de mantenimiento basado en un monto base de precio para que los residentes puedan traer a su cónyuge al país.
En 2009, según Jimmie Åkesson, el partido vio el Islam como una amenaza para la sociedad sueca, donde consideró que "la élite del poder sueca multicultural de hoy está totalmente ciega a los peligros del Islam y la islamización". Por ello, consideró que "si queremos proteger los valores que prevalecen en Suecia, la inmigración musulmana debe, por lo tanto, detenerse".
A partir de un análisis de la política migratoria del partido en 2012, la investigación estatal "Investigación para un trabajo más eficaz contra la xenofobia" concluyó que se debe considerar como un partido xenófobo que expresa una postura etno-pluralista.

### Política de la Iglesia
A pesar de que pocos de los miembros y votantes del partido en las elecciones parlamentarias son feligreses regulares, el partido quiere priorizar la elección de la Iglesia de Suecia. Con el fin de proteger el patrimonio cultural sueco, el sindicato del partido Demócratas de Suecia-Fädernas kyrka y el programa político de la iglesia Demócratas de Suecia en la Iglesia sueca quieren proteger la tradición luterana en la elección de la iglesia y contrarrestar el gobierno político secular y la transformación culturalmente radical de la iglesia sueca. La asociación también quiere fortalecer aún más la posición de la Iglesia de Suecia en la sociedad, y previamente ha tenido el objetivo de que la Iglesia de Suecia vuelva a convertirse en una iglesia estatal. El líder del partido dice en cambio que la Iglesia de Suecia debería tener una posición especial en la sociedad sueca. No defiende el cristianismo como una fe personal, sino el cristianismo como un sistema de normas, aunque sin estar de acuerdo con los líderes de la iglesia en que los valores cristianos significan internacionalismo y generosidad hacia los refugiados. En cambio, la asociación se esfuerza por una proclamación a favor de la patria, y ha tomado su nombre del himno nacionalista abolido La Iglesia de los Padres. Además, la asociación se muestra escéptica ante ciertas formas de diálogo interreligioso con los líderes musulmanes en Suecia y quiere que el diálogo se lleve a cabo a través de la iglesia siendo más ofensiva en su misión interna para los musulmanes, y toma una posición más clara por los cristianos que están expuestos a la persecución religiosa y los crímenes de odio en Suecia y el mundo.

### Política criminal
Los Demócratas de Suecia quieren introducir penas más severas para los delitos graves y repetidos. Debe abolirse la prescripción de los delitos graves contra la vida y la salud. El partido quiere introducir cadenas perpetuas reales. La compensación para las víctimas de delitos debe ser incrementada y garantizada por el estado. También quieren introducir programas de acción contra la violación y otras formas de violencia sexual e introducir un registro de pedófilos y delincuentes sexuales condenados repetidamente. Los Demócratas de Suecia también quieren que la Ley de Compra de Sexo sea más eficaz e introducir la pena de prisión como pena mínima por la compra bruta de servicios sexuales y la compra de actos sexuales a niños. También quieren fortalecer la protección fronteriza.

### Política de ancianos
El partido quiere bajar los impuestos a los jubilados, aumentar el número de viviendas seguras y destinar recursos a los municipios para una mejor alimentación en el cuidado de los ancianos.

### Económica y mercado laboral
El partido quiere reformar la Ley de Protección del Empleo para que más personas puedan quedar exentas de las reglas del orden de turno. También quieren desmantelar las reglas para la inmigración laboral y trabajar por la abolición de la influencia de la UE sobre la política del mercado laboral sueco. Además, quieren que se eliminen los trabajos de nivel de entrada para los inmigrantes y que los solicitantes de asilo tampoco puedan trabajar desde el primer día. El partido también quiere prohibir todas las formas de discriminación positiva y las cuotas étnicas en el mercado laboral.Cuando se trata de la UE, están en contra de la libre circulación de mano de obra, pero están a favor cuando se trata de los países nórdicos.
El partido quiere impuestos más bajos sobre el capital, impuestos sobre la renta más bajos, impuestos sobre el patrimonio eliminados, impuestos sobre la propiedad reducidos, impuestos sobre las ganancias de capital eliminados en la venta de acciones y propiedades y mayores contribuciones de los empleadores en general. Están en contra de la Unión Económica y Monetaria Europea y de algunas de las condiciones para el libre comercio. Los Demócratas de Suecia quieren que el estado fomente la propiedad sueca y creen que debe poseer empresas importantes para la nación, como empresas que poseen una gran cantidad de tierras suecas, empresas mineras y productores de infraestructura, energía y equipos de defensa.

### Familia y LGBT
El partido aboga por el aborto libre hasta la duodécima semana de embarazo. El partido quiere prohibir los abortos después de la duodécima semana de embarazo a menos que existan razones especiales, y entonces se debe contar con la aprobación de la Junta Nacional de Salud y Bienestar.
El partido cree que los niños que han perdido a ambos padres biológicos deberían tener derecho a un hombre y una mujer como reemplazo del padre y la madre que han perdido. Se oponen a la adopción sancionada por el estado para solteros, parejas del mismo sexo y grupos poliamorosos. La excepción al principio anterior son los casos que se aplican a parientes cercanos o personas con las que el niño ya ha desarrollado una relación cercana. Según su evaluación, las figuras materna y paterna son importantes. Los niños que no crecen en una familia nuclear deben tener derecho a pasar tiempo con ambos padres biológicos y, en los casos en que esto no sea posible, el niño debe tener en todo caso el derecho a recibir información sobre quiénes son sus padres biológicos o dónde se encuentran. 
Los Demócratas de Suecia quieren introducir una prohibición de la circuncisión masculina de los niños menores de edad que se realiza por razones que no sean médicas. La opinión del partido se basa en parte en un artículo de debate de 2013 de Fredrik Malmberg (Defensor del niño), Sineva Ribeiro y otros. En el artículo, argumentan que la circuncisión de menores sin justificación médica es contraria a la Convención sobre los Derechos del Niño y es “una violación del derecho del niño al respeto a su integridad física”. Björn Söder se ha pronunciado al respecto y cree que la circuncisión religiosa debería permitirse, sin embargo, que el procedimiento solo puede realizarse en niños mayores de edad que puedan consentirlo, y que no debería ser una carga económica para el sistema público de salud.

### Política escolar
Los Demócratas de Suecia quieren liderazgo estatal para la escuela sueca. El partido cree que la municipalización de las escuelas en Suecia se introdujo a pesar de la oposición tanto del sindicato de docentes como de la Confederación Nacional de Docentes. Además, el partido cree que la calidad de la escuela sueca se ha deteriorado desde la municipalización y cita a Jan-Eric Gustafsson, quien ha declarado que es razonable que los cambios en la década de 1990 hayan sido significativos para la disminución de los resultados promedio en el sistema escolar. Mientras las escuelas sigan siendo municipalizadas, los Demócratas Suecos quieren que los municipios tengan derecho de veto contra el inicio de nuevos colegios independientes. Los Demócratas Suecos son críticos con lo que ven como un exceso de establecimiento de escuelas independientes y abogan por un sistema en el que debe haber una necesidad demostrable de la educación que una escuela independiente pretende brindar, por ejemplo, un determinado perfil pedagógico o idiomático, para que una escuela independiente pueda comenzar. El partido quiere trabajar por un sistema escolar gratuito similar al de Finlandia. 
Al igual que en el resto de los países nórdicos, los Demócratas de Suecia previamente querían introducir una prohibición de obtener ganancias de las operaciones escolares independientes. Según los Demócratas de Suecia, era "excelente" administrar una escuela gratuita sin obtener ganancias. Los partidos también creían que muchos votantes compartían esta opinión y citan una encuesta realizada en 2009 por el Sindicato Nacional de Maestros donde el 83 por ciento de los votantes entrevistados creían que cualquier ganancia debería reinvertirse en la escuela o reembolsarse a la municipalidad. Los Demócratas Suecos quieren introducir una prohibición de las escuelas secundarias municipales. El partido comparte las críticas expresadas en 2007 por el entonces presidente del Sindicato Nacional de Maestros, Metta Fjelkner, quien cree que la privatización de las escuelas contrarresta lo que pretendía la reforma escolar independiente. En 2015, DS dio un giro al tema y ya no quiere ver una prohibición de retiro de ganancias.
Los Demócratas de Suecia quieren que la escuela primaria obligatoria tenga 10 años, incorporando la clase de preescolar voluntaria para niños de seis años. El partido cree que esto debería dar a los niños igualdad de oportunidades, aumentar los resultados de los estudios y dar a las escuelas la oportunidad de captar las necesidades de los niños en una etapa más temprana. El partido también quiere introducir grados a partir del año 4 y el uniforme escolar obligatorio.

### Política de atención de la salud
El partido quiere invertir en psiquiatría infantil y juvenil y aumentar el número de plazas de atención en los servicios de urgencias del país. Los Demócratas de Suecia también quieren abolir el derecho a la atención médica que no sea de emergencia para las personas que se quedan en Suecia sin permiso. 

### Política de bienestar animal
El partido quiere establecer una policía de bienestar animal y endurecer el castigo por la crueldad animal y, a largo plazo, introducir una compensación por los costos adicionales que conllevan requisitos más altos para la protección y el bienestar de los animales en comparación con otros países dentro de la UE. Los Demócratas de Suecia también son críticos con la eutanasia por desangrado sin anestesia, la industria peletera y quieren prohibir la importación de bienes que vayan en contra de las intenciones de la legislación sueca de bienestar animal.

### Política de la Unión Europea
Los Demócratas de Suecia critican lo que creen que es un cambio constante de poder de Estocolmo a Bruselas, y creen que la UE debería reformarse en una dirección más intergubernamental, donde los Estados miembros recuperen el control sobre ciertas áreas políticas. Creen que la cooperación de la UE debería centrarse, entre otras cosas, en el mercado único, la cooperación en la protección de fronteras y la lucha contra la inmigración ilegal, mientras que cuestiones como la fiscalidad, el bienestar y la educación se mantienen a nivel nacional. Si esto no resulta posible en el futuro, el partido está considerando comenzar a trabajar para un retiro de la Unión.
Los DS quiere que Suecia mantenga la corona como moneda y solicite una exención permanente del requisito de la UE para eventualmente unirse a la cooperación del euro.

### Política climática
En los materiales y mociones de información oficial, el partido no niega la amenaza climática y no se opone al Acuerdo de París. Por lo tanto, el partido quiere trabajar para preservar y desarrollar la energía nuclear,y para que el sistema de comercio de derechos de emisión de la UE se extienda a nivel mundial. Sin embargo, los Demócratas de Suecia fueron el único partido que votó no en el Riksdag a que Suecia se uniera al Acuerdo de París en 2015, y en 2017 Jimmie Åkesson quería que Suecia abandonara el Acuerdo de París citando que Suecia había hecho lo suficiente. Varios representantes del partido han expresadoel escepticismo climático, y el polemista escéptico climático Lars Bern han ayudado al partido a dar forma a su política climática. El partido quiere recortar el presupuesto en el área, limitar el presupuesto de SMHI debido al papel de formación de opinión de la autoridad con respecto a la amenaza climática, y romper el impuesto de vuelo. La política climática y ambiental del partido se desvía de la de otros partidos en el Riksdag por ser menos ambiciosa, según varios asesores externos.

### Monarquía
El partido es partidario de que la monarquía sueca desempeñe un papel constitucional y cultural en la vida de los suecos, pero también apoya una enmienda a la constitución que obliga al Riksdag a elegir un nuevo monarca en caso de que no haya heredero al trono.

## Controversias
Los Demócratas de Suecia son el partido en el Riksdag de Suecia, y con representación en municipios y consejos de condado, que ha tenido la mayor cantidad de deserciones políticas desde las elecciones del Riksdag de 2010. Varios de estos miembros del partido han sido expulsados del partido por hacer declaraciones que la dirección del partido consideró que dañaban la reputación del partido, por ejemplo insultos racistas. Los miembros desertores y excluidos provenían principalmente de las ramas municipales del partido.
En varias ocasiones, Expressen ha mostrado cómo los demócratas suecos electos difunden de forma anónima el odio y el racismo a través de sitios como Avpixlat, Fria Tider y Exponerat, lo que provocó renuncias forzadas de las asignaciones.

### Declaraciones controvertidas
En noviembre de 2012, el miembro del parlamento Lars Isovaara renunció después de acusar a dos personas de origen extranjero de robar su bolso (que luego resultó que el propio Isovaara había dejado en un restaurante). En su residencia cerca del Riksdag, Isovaara continuó abusando tanto verbal como físicamente (a través de riñas) de un guardia de seguridad, que también tenía antecedentes extranjeros. Los policías que presenciaron el incidente informaron en su informe que se trataba de declaraciones racistas.
El 18 de marzo de 2013, la junta del partido decidió excluir a doce miembros del partido. La más famosa de las personas excluidas fue Patrik Ehn, quien fue excluido con referencia a una evaluación colectiva de su, según la junta del partido, "antecedentes políticos en los movimientos nazis y extremistas y la combinación de una serie de acciones y varios eventos". Patrik Ehn creía que la junta del partido tomó declaraciones separadas de correos electrónicos privados, Twitter y blogs y las vinculó con el nazismo y el extremismo, y que el trasfondo de la decisión de exclusión era un juego de poder interno dentro del partido.
En abril de 2013, se descubrió que el miembro del Parlamento Markus Wiechel en comentarios en Facebook, entre otras cosas, se refería a las personas de origen africano como "el maldito infierno de los monos de Satanás". Dichos comentarios se realizaron en relación con un video que muestra a una bruja siendo quemada en un país africano. Más tarde también había agregado "Me dan ganas de matar gente". El mismo Wiechel no recordaba haber escrito los comentarios, pero no descartó la posibilidad de que todavía pudiera ser cierto y que él reaccionó de manera afectiva o estaba borracho. La dirección del partido Demócratas de Suecia decidió no excluir a Wiechel, citando que se trataba de una conversación privada.
En noviembre de 2013, el miembro del Riksdag y entonces vicepresidente del partido, Jonas Åkerlund, se hizo notar, entre otras cosas, por llamar a los inmigrantes "parásitos", durante una de las transmisiones de radio del propio partido de 2002. Åkerlund luego se defendió diciendo que era "políticamente inmaduro" en ese momento.
El 9 de septiembre de 2014, Christoffer Dulny renunció como presidente de los Demócratas de Suecia del Municipio de Estocolmo. Esto sucedió después de que se supo que había escrito en sitios de medios alternativos, entre otras cosas, que las personas de ascendencia del Medio Oriente "tienen genes más violentos". Dulny fue también el primer nombre del partido para las elecciones parlamentarias en el Municipio de Estocolmo, donde fue elegido miembro titular el 14 de septiembre. También renunció a este cargo el 29 de septiembre, el mismo día en que asumió oficialmente el cargo.
El 6 de octubre de 2016, el miembro del parlamento y portavoz de política económica del partido, Oscar Sjöstedt, recibió atención en los medios suecos. Esto luego de que se filtrara un video en el que se le ve bromeando alegremente sobre cómo algunos excompañeros con simpatías nazis se burlaban de los judíos y, entre otras cosas, los equiparaban con ovejas. Se dice que el incidente ocurrió en una fiesta en 2012. El propio Sjöstedt dijo que solo contó un "incidente extraño" y que todo se trataba de humor negro. Además, afirmó que todavía tenía la confianza de la dirección del partido y que no tenía la intención de abandonar el Riksdag.
Un día después, el 7 de octubre, la miembro del Riksdag y segunda vicepresidenta del partido, Carina Ståhl Herrstedt, se enfrentó a la información de que en 2011 envió un correo electrónico a su entonces pareja con una redacción racista. En el correo electrónico, que fue enviado desde los servidores del partido y luego filtrado a Aftonbladet, entre otras cosas, los futbolistas negros en Landskrona BoIS fueron llamados "nigger". En el texto, las personas de origen gitano también fueron retratadas como ladrones. La propia Ståhl Herrstedt dijo que se trataba de humor e ironía, mientras que explicó que "puedo pensar que es un poco medio divertido".
En octubre de 2016, también se anunció que la miembro del parlamento Anna Hagwall corre el riesgo de ser expulsada del partido luego de que presentó una moción destinada a reducir la concentración de propiedad dentro de los medios. Según Svenska Dagbladet, parte de la redacción de la moción bordeaba el antisemitismo. En diciembre de 2016 fue expulsada del partido.
Durante los días de campo de los Demócratas de Suecia en noviembre de 2017, Martin Strid dijo en el podio antes de la reunión nacional que los musulmanes no son completamente humanos. Algo contra lo que el partido se opuso y amenazó con excluir a Strid si no se iba, Strid optó por renunciar. Strid luego explicó la publicación diciendo que le faltaba tiempo y estaba estresado. Ha dicho en retrospectiva que desafortunadamente estaba redactado.

### Polémicas

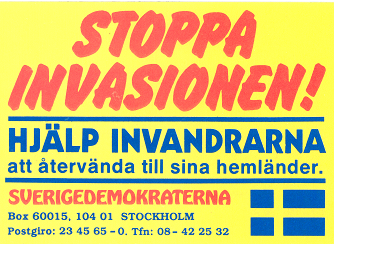
Cartel en el que se dice: "¡DETENED LA INVASIÓN!. AYUDA A LOS INMIGRANTES a regresar a sus países de origen". Un ejemplo del nativismo de los Demócratas de Suecia.

Si algo ha destacado en el partido a lo largo de su historia son las diferentes polémicas y escándalos tanto por parte de representantes como exrepresentantes. En varias ocasiones se ha afirmado haber encontrado una apreciable cantidad de comentarios de carácter xenófobo, homófobo y/o racista en las filas del partido, si bien no ha habido ninguna condena judicial al respecto. El partido se defiende argumentando que en los colectivos siempre hay gente deleznable e indeseable y que representan una minoría ínfima que además ha sido expulsada. Y en efecto, los Demócratas de Suecia son el partido político del Riksdag con más bajas hasta el momento. La última polémica destacable ha sido un caso de una exrepresentante del partido (Hanna Wigh) que en septiembre de 2017 anunció públicamente que dejaba de ser parte de los Demócratas de Suecia denunciando a otro representante (Linus Bylund) por acosos sexuales contra ella misma, afirmando además que los acosos sexuales contra representantes femeninas eran parte de la cultura interna de los Demócratas de Suecia. Todo esto se hizo público en la emisión de un documental emitido por el programa Kalla Fakta en septiembre de 2017. Respecto a ello los líderes del partido se han negado a dar comentarios y al final del documental de Kalla Fakta se ve claramente como expulsan al reportero.

## Resultados electorales

### Elecciones generales
|  | 0,0 % |

|  | 0,1 % |

|  | 0,3 % |

|  | 0,4 % |

|  | 1,44 % |

|  | 2,93 % |

|  | 5,70 % |

|  | 12,86 % |

|  | 17,53 % |

|  | 20,5 % |

### Parlamento Europeo
|  | 0,3 % |

|  | 1,1 % |

|  | 3,3 % |

|  | 9,7 % |

|  | 15,3 % |

|  | 13,17 % |

## Líderes

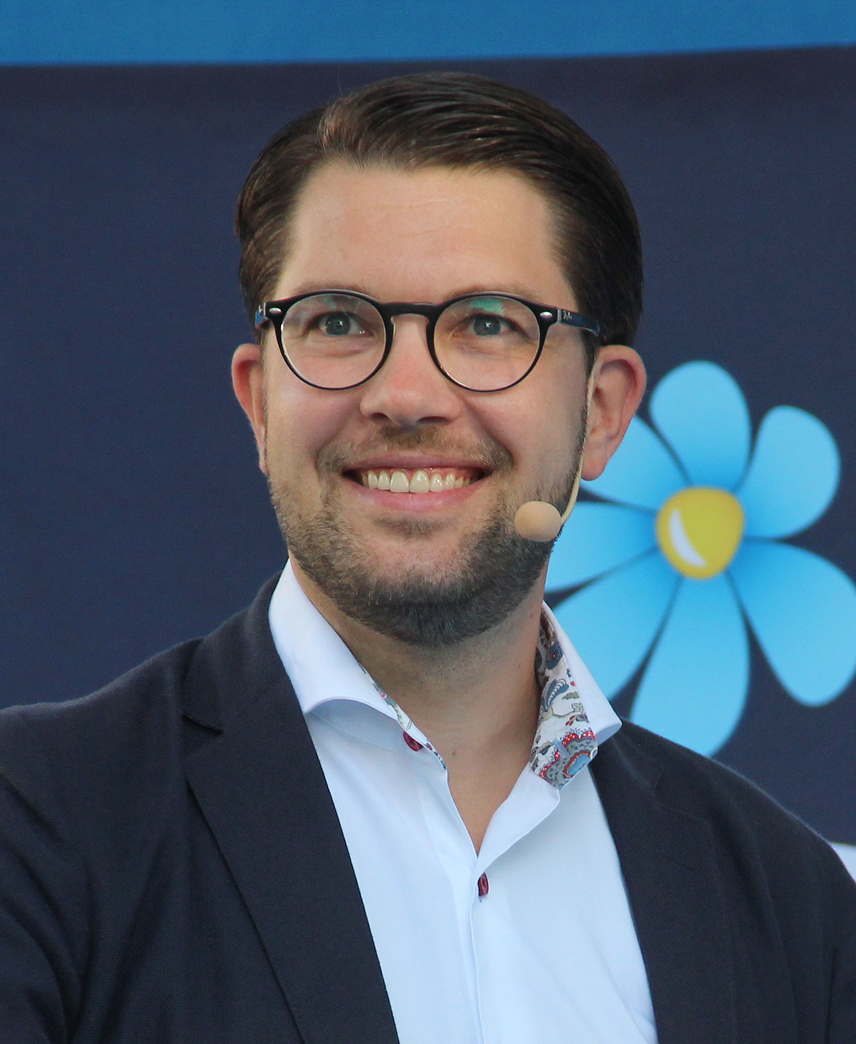
Jimmie Åkesson, actual líder del partido

- Anders Klarström (1989-1995)
- Mikael Jansson (1995-2005)
- Jimmie Åkesson (Desde 2005)